# Британская Южная Африка
Британская Южная Африка — совокупность владений Британской империи в Южной Африке. Состояла из:
- Капская колония (ныне — часть ЮАР)
- Колония Наталь (ныне — часть ЮАР)
- Оранжевое Свободное Государство (ныне — часть ЮАР)
- Колония Трансвааль (ныне — часть ЮАР)
- Бечуаналенд (ныне — Ботсвана)
- Басутоленд (ныне — Лесото)
- Свазиленд (ныне — Эсватини)